# Richard Núñez
Richard Darío Núñez Pereyra (Montevideo, 16 febbraio 1976) è un ex calciatore uruguaiano, di ruolo attaccante.

## Palmarès

### Giocatore

#### Competizioni nazionali
- Campionato svizzero: 1

Grasshoppers: 2002-2003
- Campionato messicano: 1

Pachuca: Clausura 2006

#### Competizioni internazionali
- Coppa Sudamericana: 1

Pachuca: 2006

### Individuali
- Capocannoniere del Campionato svizzero: 2

2001-2002 (28 gol, a pari merito con Christian Giménez), 2002-2003 (27 reti)